# 水野小阿三郎
水野 小河三郎（みずの おがさぶろう、寛政元年６月7日(1789)-明治3年5月21日(1870)は、江戸時代の遠江国浜松藩士。水野忠邦の家臣で年寄。担当部署は勝手方。諱は方将。小河三郎は通称。武鑑では文政元年のものから年寄の項目において水野小河三郎の名が確認できる。石高は600石。天保6年（1835年）、天保の大飢饉で困窮した領内の助郷村と宿との紛争では宿役人側についたといわれる。また主君の水野忠邦の老中就任運動の際にはその資金調達にあたる。